# Карімова Юлія Закірівна
Юлія Закірівна Карімова (рос. Юлия Закировна Каримова; 22 квітня 1994) — російська спортсменка (кульова стрільба), дворазова бронзова призерка  Олімпійських ігор 2020 року.

## Виступи на Олімпіадах
| Олімпіада  | Дисципліна                              | Місце |
| ---------- | --------------------------------------- | ----- |
| Токіо 2020 | пневматична гвинтівка, 10 метрів        | 13    |
| Токіо 2020 | гвинтівка з трьох положень, 50 метрів   | 3     |
| Токіо 2020 | пневматична гвинтівка, 10 метрів, мікст | 3     |